# 建模语言
在计算机科学与技术领域，建模语言是以模型对目标系统做出表征的手段。一个完整的建模语言定义由语法表述构成，包括良构规则和语义（意义）；通常包含抽象语法和语义以及语用规则和具体语法。